# Discografia de Maisa Silva
A discografia de Maisa, uma ex-cantora brasileira, consiste em uma álbum de estúdio, um extended play, 10 singles e  singles promocionais.. Ela foi descoberta em 2005, quando participou no programa de Raul Gil, na Rede Record e, depois, na Rede Bandeirantes, dublando sucessos do grupo Rouge, Ivete Sangalo e de Wanessa Camargo. Em 2007, Maisa transferiu-se para o SBT, para apresentar o programa Sábado Animado, atendendo a telefonemas de crianças com jogos e prêmios. Apresentou também os programas infantis Domingo Animado e Bom Dia & Cia. Em 2008, o programa de Maisa aos sábados conseguia, por algumas vezes, mais audiência do que o programa TV Xuxa na Rede Globo. Ainda em 2008, começou a participar do Programa Silvio Santos, no quadro Pergunte para a Maisa. A produção do Sábado Animado adotou como estratégia usar um figurino que associasse Maisa à atriz-mirim da década de 1930, Shirley Temple.
Seu álbum de estreia Tudo que Me Vem na Cabeça, lançado em 28 de agosto de 2009, atingiu o primeiro lugar e foi certificado como disco de ouro no Brasil. O disco teve como singles "Tempo de Mudar" com a participação da apresentadora Eliana, "Pipoca Pula", "Flor do Reggae" uma regravação da música de Ivete Sangalo, "Bombou a Festa", "Tudo que Me Vem na Cabeça" que virou marca registrada da cantora, e "Ô, Tio!" com a participação do cantor Roger dos quais "Tudo que Me Vem na Cabeça" e a canção "Me Liga" que não foi lançada como single, atingiram o número um em território brasileiro.

## Álbuns

### Estúdio
| Tudo que Me Vem na Cabeça                                                      | - Lançamento: 28 de agosto de 2009 - Formatos: CD, download digital, streaming - Gravadora: Universal | 1 | - : 170.0001 | - ABPD: Platina |
| "—" denota títulos que não entraram nas paradas ou não foram lançados no país. | |   |              |                 |

### Extended play(EP)
| Álbum      | Detalhes                                                                                                |
| ---------- | --- |
| Eu Cresci! | - Lançamento: 18 de dezembro de 2014 - Formatos: CD, download digital, streaming - Gravadora: Universal |

## Singles
| Ano  | Título                                | Melhor posição | Melhor posição | Álbum                     |
| Ano  | Título                                | BRA            | BRA Crowley    | Álbum                     |
| ---- | ------------------------------------- | -------------- | -------------- | ------------------------- |
| 2009 | "Tempo de Mudar" (com Eliana)         | —              | —              | Tudo que Me Vem na Cabeça |
| 2009 | "Pipoca Pula"                         | —              | —              | Tudo que Me Vem na Cabeça |
| 2010 | "Flor do Reeggae" (com Ivete Sangalo) | —              | 8              | Tudo que Me Vem na Cabeça |
| 2010 | "Bombou a Festa"                      | 1              | —              | Tudo que Me Vem na Cabeça |
| 2010 | "Tudo que Me Vem na Cabeça"           | 4              | 2              | Tudo que Me Vem na Cabeça |
| 2011 | "Ô, Tio!" (com Roger)                 | —              | —              | Tudo que Me Vem na Cabeça |
| 2014 | "Eu Cresci"                           | 54             | 20             | Eu Cresci!                |
| 2015 | "NheNheNhem"                          | —              | —              | Eu Cresci!                |
| 2015 | "Cabelo"                              | —              | —              | Eu Cresci!                |
| 2019 | "Toco Toco"                           | —              | —              | "Ela Disse, Ele Disse"    |

### Singlespromocionais
| Canção                  | Ano  | Álbum                     |
| ----------------------- | ---- | ------------------------- |
| "Colorir é Transformar" | 2018 | Adicionado à nenhum álbum |

## Outras aparições
| Canção                                                          | Ano  | Álbum               |
| --------------------------------------------------------------- | ---- | ------------------- |
| "Tudo Por Um Popstar" (com Klara Castanho e Mel Maia)           | 2018 | Tudo Por Um Popstar |
| "Sing (Remix) " (com Klara Castanho, João Guilherme e Mel Maia) | 2018 | Tudo Por Um Popstar |